# Landgraful Wilhelm de Hesse-Cassel
Landgraful Wilhelm de Hesse-Kassel (24 decembrie 1787 – 5 septembrie 1867) a fost fiu al Landgrafului Frederick de Hesse-Cassel și a Prințesei Caroline de Nassau-Usingen.

## Căsătorie și copii
La 10 noiembrie 1810, Wilhelm s-a căsătorit la Palatul Amalienborg cu Prințesa Louise Charlotte a Danemarcei (1789–1864) fiica Prințului Frederic al Danemarcei și Norvegiei (1753–1805) și a Sofiei Frederica de Mecklenburg-Schwerin (1758–1794).
Împreună au avut șase copii: 
- Karoline Friederike Marie de Hesse-Kassel (15 august 1811 - 10 mai 1829).
- Marie Louise Charlotte de Hesse-Kassel (9 mai 1814 - 28 iulie 1895). S-a căsătorit cu Prințul Frederic Augustus de Anhalt-Dessau.
- Louise de Hesse (7 septembrie 1817- 29 septembrie 1898).  S-a căsătorit cu regele Christian al IX-lea al Danemarcei.
- Frederic Wilhelm de Hesse (26 noiembrie 1820 - 14 octombrie 1884). Șeful Casei de Hesse-Kassel. S-a căsătorit prima dată cu Marea Ducesă Alexandra Nicolaevna a Rusiei, o fiică a Țarului Nicolae I al Rusiei și a Țarinei Charlotte a Prusiei și a doua oară cu Prințesa Ana a Prusiei.
- Auguste Sophie Friederike de Hesse-Kassel (30 octombrie 1823 - 17 iulie 1899. S-a căsătorit cu baronul Carl Frederik von Blixen-Finecke, Lord de Näsbyholm.
- Sophie Wilhelmine de Hesse-Kassel (18 ianuary - 20 decembrie 1827).